# 1957 en architecture
| Années de l'architecture : 1954 - 1955 - 1956 - 1957 - 1958 - 1959 - 1960    |
| Décennies de l'architecture : 1920 - 1930 - 1940 - 1950 - 1960 - 1970 - 1980 |

Cet article présente les faits marquants de l'année 1957 en architecture.

## Réalisations
- juin : inauguration de l'université de Caen construite par Henry Bernard.
- L'architecte Le Corbusier construit le couvent Sainte-Marie-de-la-Tourette.

## Récompenses
- x

## Naissances
- 21 juin : Hugh Dutton, architecte britannique.
- Ben van Berkel, architecte néerlandais, fondateur d'UNStudio.

## Décès
- 2 février : Julia Morgan (° 20 janvier 1872).
- 3 octobre : Bernard Maybeck (° 7 février 1862).
- 15 octobre : Henry Van de Velde (° 3 avril 1863).
- Date inconnue : Adolphe Thiers (architecte) (° 24 mars 1878).